# Anna Kim
Anna Kim, född den 10 september 1977 i Daejeon, Sydkorea, är en österrikisk romanförfattare. Hennes roman Die gefrorene Zeit tilldelades Europeiska unionens litteraturpris 2012.
När Kim var två år flyttade hon och hennes familj till Tyskland då hennes far började arbeta inom akademin. Själv studerade hon senare filosofi och teatervetenskap vid universitetet i Wien. Idag bor och verkar Kim fortfarande i Wien.
Romanen Die gefrorene Zeit har översatts till engelska och albanska. Den handlar om de människor som försvann i kriget i förutvarande Jugoslavien.